# BTグループ
BTグループ（英: BT Group plc）は、イギリス・ロンドンに本社を置く大手電気通信事業者。 イギリスにおける最大手の固定電話事業者及びインターネット・プロバイダーであり、世界でも最大規模の通信事業者のひとつである。現在170ヵ国以上で事業活動を行っており、その売り上げの約40パーセントがグローバル事業部門の収入である。ロンドン証券取引所、ニューヨーク証券取引所上場企業（LSE: BT.A、NYSE: BT）。1991年までの旧社名はブリティッシュ・テレコミュニケーションズ（British Telecommunications plc）、略称ブリティッシュ・テレコム（British Telecom）であった。

## 歴史
1846年以降、イギリスで電信事業を行っていたいくつかの私営企業があり、それらが1868年の電信法によりGPO（General Post Office、総合郵便局）の郵政電信部（Postal Telegraph Department）の傘下にまとめられた。
1876年のアレクサンダー・グラハム・ベルの電話の発明により、GPOは電信局より電話事業を開始した。1882年に郵政局長が電話事業を私営企業にライセンスを与えたことから、地域によって電話事業は私営企業、GPO直営の場合など、いびつな状態で出来たまま成長することとなった。GPOの主要な競合企業はナショナル・テレフォン・カンパニーであり、1912年にGPOに吸収合併されるまで競合状態が続いた。
通信幹線網は1896年にGPO傘下に統合され、地方通信配線網は1912年に統合された。1969年にGPOは政府部門から分離、独立採算の国営企業「Post Office」社となった。通信事業はその一部門である「Post Office Telecommunications」が受け持った。
1980年に「ブリティッシュ・テレコム（British Telecom）」のブランド名が導入され、1981年10月1日より「ブリティッシュ・テレコム」はPost Office Telecommunicationsの正式名称となり、独立採算の国営企業となった。1982年にマーキュリー・コミュニケーション社への通信事業のライセンス認可により、通信網の独占状態が終了した。
1984年11月に保有株式の50.2%が売却され、「ブリティッシュ・テレコミュニケーションズ社（British Telecommunications plc）」として民営化された。
1991年には社名が正式にBritish TelecomからBTに変更された。
1994年6月にはBTと当時アメリカ第二位の長距離通信サービス会社であるMCI Communication Corporation と合弁会社、Concert Communications Servicesを設立し、世界で初めて多国籍企業に対する世界的な長距離通信サービスを始めた。後の1996年11月にはM&Aの合意まで至っていたものの、当時ライバルであったWorldcomに株式すべてを売却することを決定したためこの合弁は解消となった。
2005年9月にはイギリスの通信業界に新しい規制的枠組みを構築するためにOfcomと合弁事業を行い、Openreachを開設した。具体的には、イギリス国内でBTグループ内の他の通信会社がBTと同じ条件でサービスを提供できるようにするために作られた部署であり、主に銅線ケーブルのラストマイル回線の構築やメンテナンスを行なっている。約2万5千人エンジニアが所属している。2006年1月より正式に稼動を開始した。
2006年以降は企業の買収を繰り返し、サービスの幅を広げていった。2006年8月には、インターネットでの電子機器小売事業を行っていたDabs.comを買収し、同年10月には100億英ポンド以上を当時の新しいインターネットプロトコルであった21CNに投資した。
2007年にはイギリス・シェフィールドでインターネット接続事業を行っていたPlusNetを買収。同年2月には当時コンサルティング業を行っていたInternational Network Services 社も買収し、北米でのBTのコンサルティングサービスを強化した。
2012年のロンドンオリンピックの際には世界最大級の高密度無線LANを構築する課題に挑み、250ヘクタールの広大な地域に約1500ヶ所の無線アクセスポイントを設置し、全長100キロを超えるケーブルを使って相互接続するなど、積極的なインフラ設置、増築を行った。
2013年にはイギリス国内でテレビチャンネルBT Sportを開設。2015年から2016年までのプレミアリーグの独占放映権を獲得している。同年2月にESPNのイギリス・アイルランドのTVチャンネルを買収し、UEFAチャンピオンズリーグや UEFAヨーロッパリーグの独占放映権も獲得した。2020年1月からはWWEの放送を開始予定。
また、ラグビースコットランド代表 (スコットランドラグビー協会)のスポンサーでもある。

## BTグローバルサービス
BTグローバルサービスは世界中の1万以上の会社、組織に対し長距離通信サービスとITサービスを提供するイギリスのBTグループの一事業である。全世界で約2万人の従業員がBTグローバルサービスに従事している。1984年より本格的に事業を開始し、FTSE上位100位までのうちの約94％の会社、英文ビジネス雑誌Fortune上位500位までの74％の会社と何らかの取引をしている。
2012年10月にはLuis AlvarezがBTグローバルサービスのCEOに任命された。

## 日本におけるBT
日本では、BTジャパン株式会社として1985年より赤坂のアークヒルズにて日本での事業を開始し、東京に事業所を開設する最初の外資系通信事業者になった。2019年1月現在もアークヒルズに本部があり、24時間365日稼動のオペレーションセンターを東京に構えている。一方でマネージドホスティングサービスのためのデータセンターも東京に構えており、ティアレベル3またはそれ以上をクリアしている。日本全国1200箇所以上をカバーしているポートが複数個存在している。音声応答ノードを東京にも構えており、インバウンド・アウトバウンド音声通信に対応している。また、アークヒルズのオフィスにあるShowcaseはアジア、中東、アフリカ地域の中でも10システムしか無いうちの一つである。東京にはCiscoとPolycomのビデオ会議システムを体感できるショーケースがある。また、東京オフィスはCiscoよりゴールド認定パートナーに認定されている。BTは特に金融サービス業において業界トップであり、BT Unified Trading Solutionにて日立製作所とOEMパートナーシップを結んでいる。又、日本でトップのIT会社などと戦略的な提携関係がある。
日本では、以下のサービスを提供している。
【ネットワーク・サービス】
世界各国の拠点を、セキュアなBTのネットワークで繋ぐことにより、グローバル化やクラウド化に最適なネットワークを提供するソリューションである。IPアドレスマネージメントや、VPNサービス、MPLS IP VPNプラットフォームなどのサービスが含まれる。
【セキュリティーとリスクマネジメント】
ネットワーク周辺からコアまで幅広い機器とアプリケーションをサポートしている脅威監視サービスである。オペレーションシステム、データベースアプリケーション、Webアプリケーションが対象。ファイアウォールや、セキュリティー監視サービスなどがある。
【トレーディング・コミュニケーションサービス】
音声、ビデオ、メッセージング、電子商取引チャンネルなどを通じて、複数のチャンネルを越えて通信、取引することができるサービスである。
【ユニファイドコミュニケーションズ】
音声、Web、IM、ビデオ会議、電話会議など様々なコミュニケーション手段を統合するサービスである。Microsoft Skype for Businessのクラウドベースのサービス、ホステッドUCサービス、ボイスVPNサービス、IPテレフォニービデオサービスなどが含まれる。また米ドルビー社との共同開発による高音質ノイズ低減機能を実装したクラウド型の電話会議サービス、BT MeetMe with Dolby Voiceを提供している。
【セキュアな金融ネットワーク】
大規模な金融サービスの様々な側面をカバーする400を越えるサービスプロバイダーへのアクセスを可能にするサービス。Radianzサービスなどがある。
【ITサービス】
ネットワーク、データセンター、クラウドコンピューティングなどを利用し、ITプラットフォームを柔軟な構成で提供できるサービスである。BTデータセンターサービスなどがある。